# Aleksandrów (gmina, Łódź)
Pour les articles homonymes, voir Aleksandrów.
Aleksandrów est une gmina rurale (gmina wiejska) du powiat de Piotrków, dans la Voïvodie de Łódź, dans le centre de la Pologne.
Son siège administratif (chef-lieu) est le village d'Aleksandrów, qui se situe environ 26 kilomètres (km) au sud-est de Piotrków Trybunalski (siège du powiat) et 68 kilomètres au sud-est de la capitale régionale Łódź (capitale de la voïvodie).
La gmina couvre une superficie de 144,02 km2 pour une population de 4 448 habitants en 2007.

## Géographie

Position de la gmina dans le powiat

La gmina inclut les villages de:
- Aleksandrów
- Borowiec
- Brzezie
- Ciechomin
- Dąbrowa nad Czarną
- Dąbrówka
- Dębowa Góra
- Dębowa Góra-Kolonia
- Jaksonek
- Janikowice
- Justynów
- Kalinków
- Kamocka Wola
- Kawęczyn
- Kotuszów
- Marianów
- Niewierszyn
- Nowy Reczków
- Ostrów
- Rożenek
- Sieczka
- Siucice
- Siucice-Kolonia
- Skotniki
- Stara
- Stara Kolonia
- Szarbsko
- Taraska
- Wacławów
- Włodzimierzów
- Wolica
- Wólka Skotnicka

### Gminy voisines
La gmina d'Aleksandrów est voisine des gminy suivantes :
- Mniszków
- Paradyż
- Przedbórz
- Ręczno
- Sulejów
- Żarnów

## Administration
De 1975 à 1998, la gmina était attachée administrativement à l'ancienne voïvodie de Piotrków.

Depuis 1999, elle fait partie de la nouvelle voïvodie de Łódź.

## Structure du terrain
D'après les données de 2007, la superficie de la commune d'Aleksandrów est de 144,02 kilomètres carrés, répartis comme telle :
- terres agricoles : 61 %
- forêts : 32 %

La commune représente 10,08% de la superficie du powiat.

## Démographie
Données du 31 décembre 2007 :
| Description        | Total  | Total | Femmes | Femmes | Hommes | Hommes |
| ------------------ | ------ | ----- | ------ | ------ | ------ | ------ |
| Unité              | Nombre | %     | Nombre | %      | Nombre | %      |
| Population         | 4 448  | 100   | 2 278  | 51,2   | 2 170  | 48,8   |
| Densité (hab./km²) | 31     | 31    | 16     | 16     | 15     | 15     |